# Футбол в Германии
Футбол является самым популярным видом спорта в Германии. Согласно данным властей, каждые выходные в Германии проходит около 80 тысяч футбольных матчей. 
Немецкий футбольный союз (нем. Deutscher Fußball-Bund или DFB) является национальным управляющим органом футбола, с 6,6 млн членов (примерно восемь процентов населения) в который входит более чем 26000 футбольных клубов. В системе футбольных лиг, на вершине находятся Первая и Вторая Бундеслига, победитель Первой Бундеслиги получает титул чемпиона Германии. Кроме того, среди национальных кубковых соревнований, есть Кубок Германии (нем. DFB-Pokal), Кубок немецкой лиги (нем. DFB-Ligapokal) и Суперкубок Германии (нем. DFL-Supercup).
На международном уровне, Германия является одной из самых успешных футбольных наций в мире. Немецкая национальная сборная выиграла четыре чемпионата мира (1954, 1974, 1990, 2014), а также три чемпионата Европы (1972, 1980, 1996). Женская сборная по футболу дважды выигрывала чемпионат мира среди женщин (2003, 2007), это значит что Германия единственная страна, которая выигрывала женский и мужской чемпионат мира. Германия была хозяином Чемпионата мира 1974, Чемпионата Европы 1988, Чемпионата мира 2006 и Чемпионата мира среди женщин 2011.

## История

### Первые футбольные клубы
Дрезденский английский футбольный клуб считается первым современным футбольным клубом в Германии. Он был основан в 1850 году англичанами, живущими и работающими около Дрездена. В следующие 20 лет игра в футбол достигла большой популярности. Позже были созданы клубы в Берлине, Гамбурге и Карлсруэ.

### Перед Первой мировой войной
28 января 1900 года представители 86 футбольных клубов Германской империи встретились в ресторане Мариенгартен в Лейпциге, основатели Немецкий футбольный союз (нем. Deutscher Fußball-Bund или DFB). На Учредительном собрании главой которого был Э. Кирмзе, председатель Лейпцигского Футбольного союза (нем. Leipziger Fussball Verband). Фердинанд Хуеппе, представляющий ДФК Прага, был избран первым президентом Немецкого футбольного союза.
Уже за несколько лет до 1900 года, существовали несколько ассоциаций, таких как Союз Немецких Футболистов (нем. Bund Deutscher Fussballspieler) или Немецких Футболистый и Крикетный Союз (нем. Deutscher Fussball und Cricket-Bund), но они были ограничены небольшим районами Германской империи, в этом случае в районах вокруг Берлина. Первый чемпионат за пределами муниципальных районов был проведен в 1898 году под управлением Ассоциалии Южнонемецких Футбольных Союзов (нем. Verband Sueddeutscher Fussball Vereine), который после был связан с Немецким футбольным союзом.
Немецкая национальная сборная стала представлять Германию в международных турнирах по футболу с 1908 года. Она контролируется Немецким футбольным союзом, руководящим органом футбола в Германии.

### Послевоенный период
После войны Германия была оккупирована в трёх частях. Немецкий футбольный союз и его команда продолжила выступать от Западной Германии, в то время как Саарский футбольный союз и Восточная Германия выступали самостоятельно.

### Запад и Восток

#### Запад против Востока: Чемпионат мира 1974
Чемпионат мира по футболу 1974 проходил в Западной Германии, и обе немецкие команды в первом раунде встретились в одной группе. 22 июня 1974 года в Гамбурге проходил матч между ГДР и ФРГ, и естественно в нём была политическая подоплёка, Сборная ГДР сенсационно победила сборную ФРГ со счётом 1-0, гол забил Юрген Шпарвассер. Обе немецкие команды вышли во второй тур, сборная ГДР с первого места, а сборная ФРГ со второго. Команда ГДР заняла во втором групповом раунде третье место и выбыла из турнира, в то время как команда ФРГ в конечном итоге стала чемпионом мира.

### Объединение
В год объединения Германии (1990), Сборная ФРГ стала трёхкратным чемпионом мира, Западная и Восточная Германия этот триумф отмечали вместе. Современная немецкая сборная идентична команде, которую неофициально называют Сборной Западной Германии существовавшей с 1949 по 1990 год, Немецкий футбольный союз был снова признан ФИФА, как орган управляющий футболом в объединённой Германии. Ничего не изменилось, кроме расширенного состава сборной в 1990 году из-за доступа игроков Восточной Германии, таким образом у новой сборной сохранилась преемственность двух сборных, а также титулы трёхкратных чемпионов мира и двукратных чемпионов Европы.
Также заслуженным достижением немецкого футбола можно считать результаты выступления в 1996 году на Чемпионате Европы, который прошёл в Англии. В качестве ключевых игроков сборной выступали спортсмены как бывшей Западной сборной (Юрген Клинсман в качестве капитана) и Восточной (Маттиас Заммер, который как основной игрок обороны, получил по итогам чемпионата Европы «Золотой мяч»).

### Новое тысячелетие
Наибольшими успехами для мужской сборной Германии в новом тысячелетии были: первое место на Чемпионате мира 2014 в Бразилии , второе место на Чемпионате мира 2002 в Южной Корее и Японии, третье место на Чемпионате мира 2006 в Германии и Чемпионате мира 2010 в Южно-Африканской Республике. Женская сборная добилась ещё больших успехов, дважды выиграв чемпионат мира среди женщин в 2003 в США, и в 2007 в Китае.

## Немецкий футбольный союз
Национальной ассоциацией Германии является «Немецкий футбольный союз» (нем. Deutscher Fußball-Bund или DFB), со штаб-квартирой во Франкфурте.
Ассоциация была основана в 1900 году в Лейпциге, представителями 86 клубов. Сегодня ассоциация включает 26 000 футбольных клубов из 170 000 немецких футбольных команд, это более чем 2 миллиона игроков: эти цифры включают 870 000 женщин и 8600 женских футбольных клубов. Немецкий футбольный союз с более чем шестью миллионами членов является одной из крупнейших футбольных федераций, входящих в УЕФА.

## Национальные сборные

### Мужская
Сборная Германии по футболу представляет Германию в международных турнирах по футболу с 1908 года. Она контролируется Немецким футбольным союзом, руководящим органом футбола в Германии. Она выиграла четыре титула чемпионов мира и восемь раз была призёром.
С 1954 года спонсором сборной Германии является немецкая фирма Adidas. Для домашних игр сборная Германии носит белые майки, черные трусы и белые гетры. Другие цвета: красный и золотой — наряду с чёрным, два других цвета немецкого флага — были включены в форму на протяжении многих лет.
Традиционно, немцы носили зеленые майки, белые трусы и зеленые гетры в качестве второй формы. В последние годы, однако, немцы изменили цвета майки и гетр на серомые (2002—2003), затем на черные (2004), и, наконец, красные. Немцы были одеты в красное на чемпионате мира 2006 года.
Сборная Германии на чемпионате мира 2006 года была под руководством бывшего капитана Юргена Клинсманна. С 12 июля 2006 года, бывший помощник тренера Йоахим Лёв возглавил сборную. На момент успеха на Чемпионате мира в Бразилии в 2014 году (подопечные Йоахима Лева выиграли мировое первенство), капитаном команды был защитник «Баварии» Филипп Лам. В декабре 2017 года он был признан почетным капитаном национальной команды (ранее такое звание получали Фриц Вальтер, Уве Зеелер, Франц Беккенбауэр, Лотар Маттеус и Юрген Клинсман). С 2018 года капитан сборной Германии — вратарь мюнхенской «Баварии» Мануэль Нойер.

### Женская
Женская сборная Германии по футболу контролируется Немецким футбольным союзом, руководящим органом футбола в Германии, является двукратным чемпионом мира, выиграв чемпионат мира среди женщин в 2003 году под руководством Тины Тройне-Майер, и в 2007 году под руководством действующего тренера Сильвии Найд. Также она выиграла последние пять Чемпионатов Европы среди женщин (1991, 1995, 1997, 2001, 2005, 2009). До сих пор Германия является единственной страной, которая выигрывала женский и мужской чемпионат мира.
Женская сборная Германии по футболу выиграла Чемпионат мира в 2007 году, не пропустив ни одного мяча в свои ворота.

### Домашний стадион
Национальные команды Германии играют на различных стадионах страны
```
Германии. Города 
Дюссельдорф
, 
Мюнхен
, 
Дортмунд
 и 
Берлин
 являются одними из наиболее популярных мест проведения матчей.
```